# Infinity Pool (film)
Infinity Pool är en science fiction-skräckfilm från 2023. Filmen är regisserad av Brandon Cronenberg som även svarar för manus.
Filmen hade biopremiär i Sverige den 24 mars 2023, utgiven av Universal Pictures.

## Handling
Filmen handlar om James Foster och Em Foster som njuter av en fantastisk semester på ett isolerat hotell där all tänkbar bekvämlighet finns. En dag följer de med Gabi Bauer och lämnar dock hotellområdet och hamnar då i en kultur av våld, hedonism och skräck. En tragisk olycka sätter dem i en fasansfull situation.

## Rollista
- Alexander Skarsgård – James Foster[5]
- Mia Goth – Gabi Bauer
- Cleopatra Coleman – Em Foster
- Jalil Lespert – Alban Bauer
- Amanda Brugel – Jennifer
- John Ralston – Dr. Bob Modan
- Jeffrey Ricketts – Charles
- Caroline Boulton – Bex
- Thomas Kretschmann – Detektiv Thresh